# Eline
Elin, Eline of Elien is een Scandinavische voornaam voor vrouwen. Het is een variant op Helena, dat in het Grieks "fakkel" of "de stralende" of "de schitterende" betekent. In de Griekse mythologie was ze de mooiste vrouw van de wereld, die door de Trojaanse prins Paris ontvoerd werd. Volgens de mythologie begon hierdoor de Trojaanse Oorlog.
De naam is ook mogelijk een afleiding van Ele/Ale ("adel") of Elia (Hebreeuws voor "hoogte", "verhevenheid").

## Bekende naamdragers
- Eline Jurg, bobsleester
- Eline De Munck, Vlaamse actrice

## Fictieve naamdrager
- Eline Vere - hoofdpersoon uit het gelijknamige boek van Louis Couperus (1889)